# Spirorbis bellulus
Spirorbis bellulus är en ringmaskart som beskrevs av Bush in Moore och Bush 1904. Spirorbis bellulus ingår i släktet Spirorbis och familjen Serpulidae. Inga underarter finns listade i Catalogue of Life.